# Bratja Daskalowi
Bratja Daskalowi [ˈbratja dasˈkalɔvi] (bulgarisch Братя Даскалови) ist ein Dorf in Süd-Bulgarien. Es liegt in der Oblast Stara Sagora und ist das administrative Zentrum der Gemeinde Bratja Daskalowi. Das Dorf liegt in der oberthrakischen Tiefebene.

## Geschichte
Das Dorf Bratja Daskalowi wurde 1956 durch die Zusammenlegung der beiden Dörfer zu beiden Seiten des Flusses Omurowska reka gegründet: Grosdowo (bulg. Гроздово) am linken Ufer und Wojnizite (bulg. Войниците) oder Raschewo (bulg. Ръжево) am rechten Ufer.
Bis 1947 trug Grosdowo den Namen Malko Borisowo (bulg. Малко Борисово) und davor hieß es bis 1906 Burnusus (bulg. Бурнусус). Heute heißt noch ein Viertel des Dorfes Burnusus. Das Dorf Wojnizite hieß bis 1906 Wojnik machale (bulg. Войник махале).
Der heutige Name Bratja Daskalowi (bulgarisch für „Gebrüder Daskalow“) ist den drei Brüdern Dimitar Daskalow (bulg. Димитър Даскалов; 1883–1923), Iwan Daskalow (bulg. Иван Даскалов; 1885–1923) und Nikola Daskalow (bulg. Никола Даскалов; 1895–1923) gewidmet. Sie waren Teilnehmer am Septemberaufstand von 1923. Nach dessen Niederschlagung wurden sie am 4. Oktober 1923 im Stadtpark Ajasmo (bulg. Аязмото) von Stara Sagora hingerichtet.
Der Dorffeiertag ist am 23. September.

## Gemeinde Bratja Daskalowi
Die Gemeinde Bratja Daskalowi umfasst eine Fläche von 497 km². Sie hat 8917 Einwohner (Stand 15. September 2010) in den 23 Dörfern der Gemeinde. Die Region ist seit Urzeiten besiedelt, davon zeugen prähistorische Siedlungshügel aus dem 5. bis 4. Jahrtausend v. Chr. In der Umgebung fast von jedem Dorf der Gemeinde gibt es Spuren von antiken und mittelalterlichen Siedlungen.
Die Gemeinde hat eine günstige verkehrsgeografische Lage. Durch das Gebiet der Gemeinde führt die Autobahn Sofia - Burgas (Awtomagistrala A1 „Trakiya“), von der  5 km südöstlich von Orisowo die Awtomagistrala A3 „Mariza“ als Teil  des paneuropäischen Verkehrskorridor Nr. 4  nach Süden, Richtung Türkei über den Grenzübergang Kapitan Andreewo-Kapıkule, abzweigt.
Die Gemeinde ist stark ländlich geprägt.63 Prozent der Fläche wird landwirtschaftlich genutzt. Die Landwirtschaft, insbesondere der Getreide-, Wein- und Obstanbau, sind das wirtschaftliche Standbein der Gemeinde, zumal das Klima und die Bodenverhältnisse günstig für den Anbau der „bulgarischen Ölrose“ (Damaszener-Rosen), von Lavendel und Baumwolle sind. Durch die Investitionen der letzten Jahre wurde die Anbaufläche für die Weinstöcke  um 300 ha vergrößert, die Anbaufläche für Lavendel um 27 ha, für Rosen um 33 ha und die Fläche für den Obstanbau um 30 ha.
Die Wirtschaft der Gemeinde dient der Weiterverarbeitung der hier erzeugten landwirtschaftlichen Produkte: Konservenfabrik, Milchverarbeitung, Weinherstellung und Mühlen. Mit finanzieller Unterstützung des SAPARD-Programms der Europäischen Union wurde neue Produktionskapazitäten für die Lebensmittelverarbeitung aufgebaut, die dem EU-Standard entsprechen. Die Erzeugnisse dieser Betriebe werden gegenwärtig (Stand 2010) aber nur innerhalb Bulgariens abgesetzt. Eine Ausnahme ist die Konservenfabrik „Konex-Tiva“ bei Orisowo, die ausschließlich für den Export arbeitet: nach Kanada, USA, Frankreich, Großbritannien, Schweden, Deutschland und Israel.
Die Gemeinde mit ihren zahlreichen kleinen Stauseen bemüht sich um den Ausbau des Tourismus an den südlichen Ausläufern der Sredna Gora (20 km nördlich von Bratja Daskalowi).

### Dörfer in der Gemeinde Bratja Daskalowi
- Bratja Daskalowi
- Weren
- Goljam dol
- Gorno Belowo
- Gorno Nowo selo
- Granit
- Dolno Nowo selo
- Kolju Marinowo
- Malko Drjanowo
- Malak dol
- Markowo
- Medowo
- Mirowo
- Najdenowo
- Opaltschenez
- Orisowo
- Partisanin
- Plodowitowo
- Prawoslaw
- Slawjanin
- Saedinenie
- Sarnewez
- Tscherna gora